# Sigalegalephrynus
Sigalegalephrynus – rodzaj płazów bezogonowych z rodziny ropuchowatych (Bufonidae).

## Zasięg występowania
Rodzaj obejmuje gatunki występujące w górach Sumatry w Indonezji.

## Systematyka

### Etymologia
Sigalegalephrynus: nazwa Sigale Gale nadana przez Bataków z Sumatry Północnej naturalnej wielkości drewnianym lalkom używanym podczas festiwali pogrzebowych papurpur sepata, aby uspokoić duchy zmarłych, którzy nie zostawili po sobie dzieci; gr. φρυνη phrunē, φρυνης phrunēs „ropucha”. Gatunki z tego rodzaju osiągają stosunkowo duże rozmiary w porównaniu z większością nadrzewnych ropuch żyjących w tym regionie, a swymi chudymi palcami oraz brązowym jak drewno ubarwieniem przywodzą na myśl Sigale Gale.

### Podział systematyczny
Do rodzaju należą następujące gatunki:
- Sigalegalephrynus burnitelongensis Sarker, Wostl, Thammachoti, Sidik, Hamidy, Kurniawan & Smith, 2019
- Sigalegalephrynus gayoluesensis Sarker, Wostl, Thammachoti, Sidik, Hamidy, Kurniawan & Smith, 2019
- Sigalegalephrynus harveyi Sarker, Wostl, Thammachoti, Sidik, Hamidy, Kurniawan & Smith, 2019
- Sigalegalephrynus mandailinguensis Smart, Sarker, Arifin, Harvey, Sidik, Hamidy, Kurniawan & Smith, 2017
- Sigalegalephrynus minangkabauensis Smart, Sarker, Arifin, Harvey, Sidik, Hamidy, Kurniawan & Smith, 2017